# LHC@home

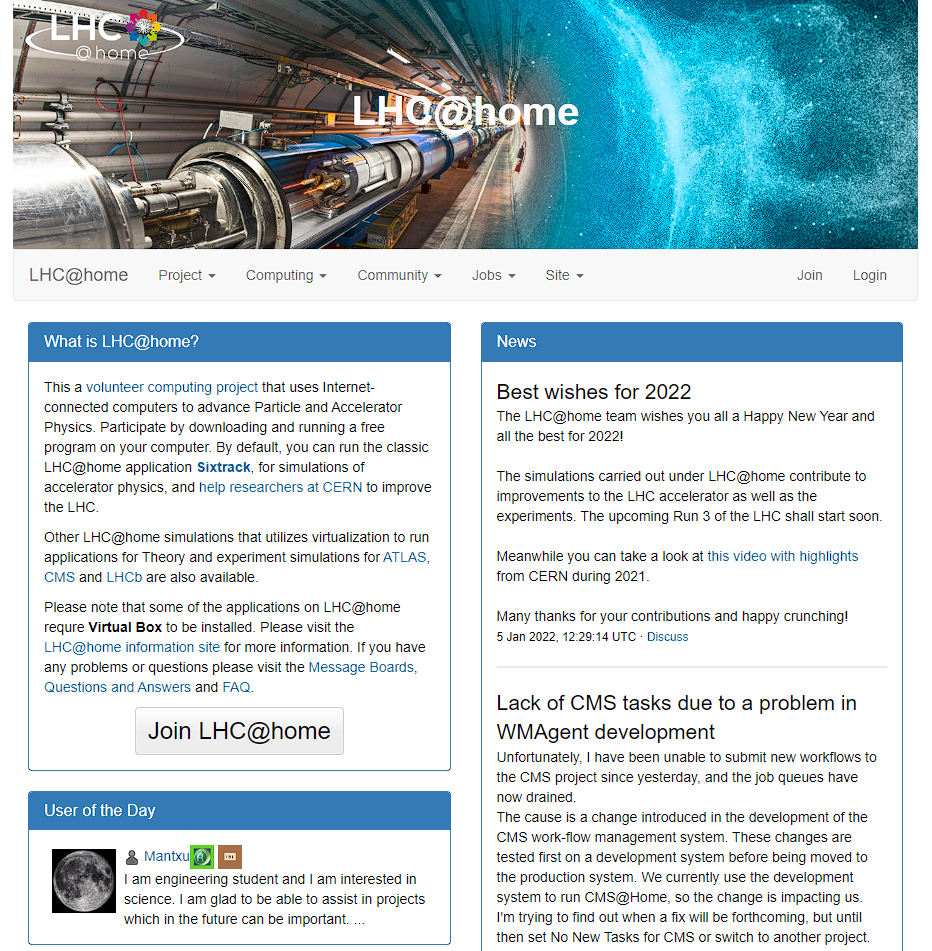
Schermata iniziale di LHC@home (2022)

LHC@home è un progetto di calcolo distribuito iniziato il 1º settembre 2004 con lo scopo di raccogliere dati attraverso simulazioni per migliorare il funzionamento del Large Hadron Collider, un progetto del CERN, con sede a Ginevra in Svizzera, per la costruzione di un acceleratore di particelle, divenuto operativo nel settembre 2008.
La parte di calcolo è svolta da un software chiamato "SixTrack" creato da Frank Schmidt, che utilizza la struttura del Berkeley Open Infrastructure for Network Computing ed è utilizzabile solamente su Microsoft Windows e GNU/Linux. SixTrack simula il percorso delle particelle attraverso la macchina lunga 27 km per evidenziare le traiettorie che queste seguirebbero all'interno dell'acceleratore. Ogni unità di lavoro calcola 100000 o 1000000 di orbite per un gruppo di 60 particelle, che nella realtà durerebbe circa 10 secondi. I dati prodotti vengono poi utilizzati per migliorare i parametri di funzionamento dei magneti, facendo collimare maggiormente i fasci, rendendone le traiettorie più stabili e aumentando così la probabilità degli scontri di particelle.